# Eixample Gumà
L'Eixample Gumà és un conjunt arquitectònic de Vilanova i la Geltrú (Garraf), inclòs en l'Inventari del Patrimoni Arquitectònic Català.

## Descripció
El projecte de l'eixample proposava la unió de la zona nord de Vilanova i la Geltrú amb el barri de pescadors. Prenent la quadrícula com a model de xarxa urbana, l'eixample s'articulava sobre tres eixos perpendiculars al mar, la Rambla Samà, la prolongació de la Rambla Principal i el carrer de la Llibertat; i sobre un de transversal, la Rambla Vidal i la Rambla Ventosa. La tipologia de les construccions és molt diversa, en funció de la importància de les vies i de les intervencions experimentades fonamentalment durant el segle xx. Malgrat això, la imatge del sector conserva nombrosos exemples dels estils arquitectònics propis del període de realització del projecte: historicisme, eclecticisme i modernisme.

## Història
A mitjans de segle xix, el creixement econòmic i demogràfic que es produí a Vilanova i la Geltrú es reflecteix en un desenvolupament urbanístic, comú a nombrosos nuclis de població arreu de Catalunya. En el cas de Vilanova, l'eixample va seguir una línia natural d'expansió, afavorida per les característiques del terreny, poc accidentat, que tendia a unir els antics nuclis medievals de Vilanova de Cubelles i de la Geltrú amb el creixent barri de Mar. El projecte, datat el 1876, sorgí en bona part gràcies a l'empenta del vilanoví Francesc Gumà i Ferran. L'eixample, malgrat les modificacions que fou necessari introduir a causa de la construcció del ferrocarril i de la fàbrica Pirelli, significà el principi de la morfologia urbana de la Vilanova i la Geltrú actual, i la base per als successius processos d'expansió.